# Quadricalcarifera wilemani
Quadricalcarifera wilemani är en fjärilsart som beskrevs av Matsumura 1925. Quadricalcarifera wilemani ingår i släktet Quadricalcarifera och familjen tandspinnare. Inga underarter finns listade.